# Wilhelm von Rintelen
Friedrich Wilhelm Rintelen, à partir de 1913 von Rintelen (né le 29 mai 1855 à Dortmund et mort le 5 janvier 1938 à Potsdam) est un lieutenant général prussien.

## Biographie
Rintelen est issu d'une famille de conseillers d'Herford. Son père est l'avocat et député Viktor Rintelen (de). Il se marie le 21 septembre 1886 à Berlin avec Hedwig Russell (né le 5 mars 1865 à Papenbourg et mort le 9 janvier 1953 à Deidesheim), la fille du banquier Emil Russell (de), consul général royal roumain, syndic et maire, et d'Angelina Beckering. Ses cinq enfants furent le directeur de la Deutsche Bank Viktor von Rintelen (1887-1954), le général d'infanterie Enno von Rintelen (de) (1891-1971), Angelina (Ina) von Rintelen (1893-1983), qui épousa le chef médical (de) prussien Conrad Pochhammer (de), l'ambassadeur allemand Emil von Rintelen (de) (1897-1981) et Fritz-Joachim von Rintelen (de) (1898-1979), professeur de philosophie, de psychologie et de pédagogie à l'université de Mayence.
Rintelen entreprend une carrière d'officier dans l'armée prussienne, au cours de laquelle il commande du 17 novembre 1906 au 26 janvier 1909 le 136e régiment d'infanterie à Strasbourg. Il commande ensuite la forteresse de Custrin et reçoit à ce poste le caractère de major général le 10 septembre 1910. En approbation de sa demande de départ, Rintelen est mis à disposition le 18 avril 1913 avec la pension légale.
Le 16 juin 1913, Guillaume II l'anoblit à Berlin par un diplôme daté du 27 mai 1914 et lui confère la noblesse prussienne héréditaire.
Pendant la Première Guerre mondiale, Rintelen est réutilisé comme commandant des troupes de protection des frontières au sein du 2e corps d'armée et obtient encore le caractère de lieutenant-général .
Il est l'auteur d'écrits généalogiques et le biographe de son père Viktor Rintelen.

## Publications
- Geschichte des Niederrheinischen Füsilier-Regiments Nr. 39 während der ersten fünfundsiebenzig Jahre seines Bestehens 1818 bis 1893. E.S. Mittler & Sohn. Berlin 1893.